# Bechterew-kór
A Bechterew-kór vagy Behtyerev-kór (spondylitis ankylopoetica, spondilítisz ankilopoetika, SPA) idült, fokozatosan előrehaladó gyulladásos ízületi betegség, melynek jellemzője az ízületek és a szalagok elmeszesedése, aminek gyakori következménye a botmerev gerinc kialakulása. Elsősorban a csigolyák közötti, továbbá a keresztcsont-csípőcsont ízületeket sújtja, de az esetek harmadában előfordulhat a térd, a csípő, a bordák ízületeiben, sőt az inakban és az ízületi szalagokban is, azok csontokhoz történő tapadási helyén.

## Előfordulás
A betegség 100 000 emberből mintegy 130-at érint csupán, főként fiatal férfiaknál jelentkezik, leggyakrabban 16 és 45 éves kor között, férfiaknál 7-szer gyakoribb.

## Okok
A spondylitis ankylopoetica pontos oka ismeretlen, de előfordulása családi halmozódást mutat, kialakulásában a genetikai hajlamnak van szerepe. Erre utal az a tény, hogy a betegek döntő többsége egy örökletes gént, a HLA B27 gént hordozza, amely egészségesek között csak 7-8%-ban fordul elő. Létrejöttében a környezeti tényezők és a fizikai trauma szerepe vitatott, autoimmun eredet nem bizonyítható.

## Tünetek
A betegség kezdeti tünete általában a deréktáji vagy háti, főleg éjjel, illetve a hajnali órákban jelentkező fájdalom, amely változó erősségű, de az idővel fokozatosan súlyosbodik.
Tipikus a hát reggeli merevsége, ami a fájdalommal együtt a mozgásra enyhül.
E tünetek a Bechterew-kórban általában 45 éves kor előtt és fokozatosan, lassan alakulnak ki. A kórkép kezdete alattomos, nem jár jellemző tünetekkel, így a diagnózisig eltelt idő hosszú lehet.
A hátfájdalomhoz az esetek majdnem felében egyéb ízületek, inak gyulladása is társul.
A későbbiekben, a betegség súlyosbodásával elégtelen mellkastágulás, hajlott testtartás, gerincmerevség, fáradtság, étvágytalanság, fogyás, a szem szivárványhártyájának gyulladása (iritisz) következhet be.

## Kórlefolyás
Ahogy az ízületi felszínek a gyulladás következtében pusztulnak, az ízületek elcsontosodnak, merevvé válnak (ankylosis, e: ankilózis). A csigolyák kezdenek teljesen összenőni, széleiken csőrszerű kinövések (szindezmofiták) keletkeznek. Az összenövések a mellkas bordaízületeiben folytatódnak, ami fokozódó légzési elégtelenségben is megnyilvánul. A betegség lefolyása hullámzó. Tünetmentes, tünetszegény és fájdalmas szakaszok szabálytalan és kiszámíthatatlan időközökben követik egymást. Egyes esetekben, miután a betegség kitombolta magát, alábbhagy, és a beteg állapota nem rosszabbodik tovább.
A betegség lefolyása nem egységes. Az életminőséget és életkilátásokat a betegség súlyosbodásának gyorsasága, valamint a kialakuló szövődmények határozzák meg.
A betegség progressziójával az alábbi szövődményekre lehet számítani:
- Járás- és állásnehézségek: Miután a csigolyák összecsontosodtak – kialakult a "bambusznád-gerinc" –, a gerinc erősen előrehajlik, a beteg számára az egyszerű mozgások is nehezen kivitelezhetők az ízületek merevsége és egyensúlyi problémák miatt.
- Nehézlégzés: Az elégtelen mellkastágulás miatt a belélegezhető levegő mennyisége korlátozott. Amennyiben a betegség a mellkast nem érinti, a beteg fizikai teljesítőképessége viszonylag jó, így a hétköznapi tevékenységek elvégzésére képes maradhat.
- Szívbetegség: A kötőszöveti gyulladás olykor a szívbillentyűket sem kíméli. Bechterew-kórra jellemző az aortabillentyű elégtelensége. Másfelől a beszűkült tüdőkapacitás túlmunkát ró a jobb-kamrára. A jobb kamra izomzatának elfáradásával nagyvérköri keringési elégtelenség alakul ki. Ez a betegségcsoport a cor pulmonale (tüdő-szív), melyet bármilyen idült tüdőbetegség is képes kiváltani.
- Tüdőbetegségek: Egyes betegeknél a folyamat a tüdő felső részeiben üregképződést eredményez, mely tüdőfertőzésekre hajlamosít. A legtipikusabb kórokozók a gombák. Ez az állapot leggyakrabban dohányzóknál alakul ki. A szív- és tüdőbetegségek jellemzően az után alakulnak ki, ahogy a gerincoszlop gyulladása megszűnik. Ez 20 évet is igénybe vehet.
- Egyéb szövődmények lehetnek még: vérszegénység, csontritkulás, szivárványhártya- és szaruhártya-gyulladás.

Mivel a betegség genetikai eredetű, megelőzésre nincs lehetőség. A szövődmények elkerülése a szakszerű gondozással lehetséges.

## Diagnózis
A betegségre elsősorban fiatal férfiak tartós derékfájdalma esetén kell gondolni.
A Bechterew-kór lehet enyhe lefolyású, így évekig diagnosztizálatlan maradhat (egyes esetekben hétköznapi gerincpanaszokat is Bechterew-kórral azonosíthatnak).
A betegség fizikai vizsgálata során az orvos a hasra fektetett beteg combját megemeli. Ha a páciens fájdalomról panaszkodik, akkor ez sacroilieitisre, a keresztcsont-csípőcsont-ízület gyulladására utal, ami a betegség tipikus kezdeti tünete.
A kórismézésére az alábbi lehetőségek adottak:
- Képalkotó eljárások: A diagnózis alapja a hagyományos röntgen-vizsgálat, melyen előrehaladott esetben ún. bambusznád-gerinc lehet látható, de az enyhébb és korai formák ezzel rejtve maradhatnak. Alapos gyanú esetén a csontok izotóp-os, számítógépes rétegvizsgálata (CT) vagy nukleáris mágnesrezonancia vizsgálata (MRI) lehet segítségünkre.Bechterew-kórban szenvedő páciens típusos bambusznád-gerinc RTG képe (lumbalis szakasz, nyílirány)

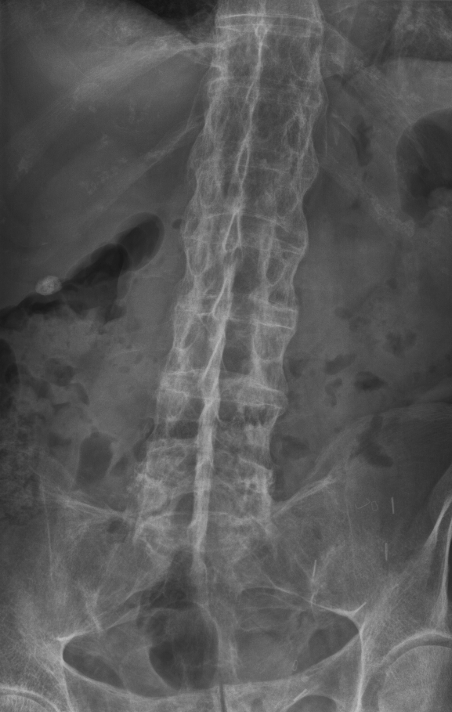
Bechterew-kórban szenvedő páciens típusos bambusznád-gerinc RTG képe (lumbalis szakasz, nyílirány)

- A vér laboratóriumi vizsgálata: A betegség különösen aktív szakaszában a vérsejtsüllyedés[3] magasabb a normálisnál. Jellemző a vérszegénység – a vörösvérsejtek számának csökkenése. A HLA B27 jelzésű vérfehérje kimutatása fontos. Megléte nem bizonyítja a Bechterew-kórt, hiánya viszont erősen ellene szól.

## Kezelés
A gyulladás kezelése gyógyszeresen lehetséges, a csigolyák összecsontosodása viszont nem gyógyítható. A kezelés elsődleges célja a fájdalom, az ízületi merevség enyhítése, valamint a késői komplikációk megelőzése. Legfontosabb része a rendszeres gyógytorna.
Időben megkezdett kezeléssel megelőzhető a gerincoszlop görbülése, elérhető hogy a bambusznád-gerinc normális testhelyzetben rögzítse a gerincoszlopot. Az orvos az alábbi gyógyszerek közül választ:
A nem szteroid gyulladásgátlók (ibuprofén, naproxén, indometacin, stb.) segítségével csökkenthető a fájdalom és az ízületek merevsége.
Betegségmódosító, reumaellenes gyógyszerek (disease modifíying antirheumatic drugs =DMARD) a sulfasalazine és metotrexát, hatékonyak lehetnek a végtagízületek gyulladásának eredményes kezelésében.
A Szteroid gyulladásgátlók: a mellékvesekéreg hormonjai (kortizon, kortizol) hatékony gyulladásgátlók, melyek az ankylosisok kialakulását is késleltethetik. Mellékhatásaik miatt a szteroid gyulladásgátlók használatát időben korlátozni kell. Olykor szükséges lehet a szteroidok injekció formájában történő beadás az ízületekbe.
A Tumor nekrózis faktor (TNF) gátlóit eredetileg a reumás ízületi gyulladás kezelésére alkalmazták. A TNF egy olyan fehérje ("citokin"), mely gyulladást elősegítő szerepet játszik reumás ízületi gyulladásban. Gátlói megakadályozzák működését, mellyel az ízületek merevsége, fájdalma, gyulladása eredményesen csökkenthető.
Nagy gerincdeformitás esetén korrekciós műtét, a térd ill. a csípőízületek fájdalmas mozgáskorlátozottsága esetén ízületi protézis beültetés jöhet szóba.
A Bechterew-kór ma még nem gyógyítható. Megfelelő kezeléssel a beteg életminősége elfogadhatóvá tehető. Hatékony és időben kezdett fizikoterápiával elérhető, hogy a gerinc ankylosisa egyenes gerinc mellett következzen be, mely önmagában is rendkívüli jelentőséggel bír a beteg későbbi életében, munkaképességében.